# Dynamenella laticauda
Dynamenella laticauda là một loài chân đều trong họ Sphaeromatidae. Loài này được Nunomura miêu tả khoa học năm 1999.